# مجموع رامانجن
في نظرية الأعداد، فرعا من الرياضيات، مجموع رامانجن (بالإنجليزية: Ramanujan's sum)‏ هي دالة لعددين متغييرين صحيحين اثنين q و n:
{\displaystyle c_{q}(n)=\sum _{a=1 \atop (a,q)=1}^{q}e^{2\pi i{\tfrac {a}{q}}n},}
حيث a و q أوليان فيما بينهما.
أشار إلى هذا المجموع عالم الرياضيات الهندي سرينفاسا أينجار رامانجن في مقال نشره في عام 1918. استعمل هذا المجموع من أجل البرهان على مبرهنة فينوغرادوف والتي تنص على أن كل عدد فردي كبير فيما فيه الكفاية هو مجموع لثلاثة أعداد أولية.

## صِيغ لcq(n)
{\displaystyle {\begin{aligned}c_{1}(n)&=1\\c_{2}(n)&=\cos n\pi \\c_{3}(n)&=2\cos {\tfrac {2}{3}}n\pi \\c_{4}(n)&=2\cos {\tfrac {1}{2}}n\pi \\c_{5}(n)&=2\cos {\tfrac {2}{5}}n\pi +2\cos {\tfrac {4}{5}}n\pi \\c_{6}(n)&=2\cos {\tfrac {1}{3}}n\pi \\c_{7}(n)&=2\cos {\tfrac {2}{7}}n\pi +2\cos {\tfrac {4}{7}}n\pi +2\cos {\tfrac {6}{7}}n\pi \\c_{8}(n)&=2\cos {\tfrac {1}{4}}n\pi +2\cos {\tfrac {3}{4}}n\pi \\c_{9}(n)&=2\cos {\tfrac {2}{9}}n\pi +2\cos {\tfrac {4}{9}}n\pi +2\cos {\tfrac {8}{9}}n\pi \\c_{10}(n)&=2\cos {\tfrac {1}{5}}n\pi +2\cos {\tfrac {3}{5}}n\pi \\\end{aligned}}}